# セイヨウミツバチ
セイヨウミツバチ（西洋蜜蜂、学名: Apis mellifera）はミツバチの一種。属名である Apis は「ミツバチ」に対応するラテン語。種小名の mellifera は「蜂蜜」を意味する melli- と「運ぶ」を意味する ferre から成る。学名は1758年にカール・フォン・リンネによって命名された。後にこのハチが運ぶのは蜂蜜ではなく花蜜であると理解され、以降の出版物には Apis mellifica（蜂蜜を作るハチ）と記載された。国際動物命名規約のシノニムの決まりに従って、先につけた名前が優先順位をもち「蜂蜜を運ぶハチ」となった。
なお本稿では特に断りがない限り、セイヨウミツバチを単にミツバチと表現する。

## 地理的分布区域

### ヨーロッパを起源に持つ亜種
- Apis mellifera ligustica Spinola, 1806 - イタリアミツバチ。北アメリカ、南アメリカと南ヨーロッパで最も普及している種。本亜種は世界中の養蜂家によって飼育される。彼らは非常に気性が穏やかで、大量の蜂蜜を集める。彼らには殆ど欠点がない。コロニーは冬期を通してより大きな個体群を維持する傾向があるので、彼らは他の温帯の亜種よりも冬の蓄えが必要である。彼らは明るい色をしているが、若干の種は金色である。
- Apis mellifera carnica Pollmann, 1879 - カーニオランミツバチ。スロベニアのカルニオラ地域原産。オーストリア・アルプスと北バルカン諸国で普及しており、極端なくらいの穏和な性格で知られている。本亜種の色は暗い傾向がある。コロニーは冬期の間は個体数の規模が縮小し、春期に素早く個体数を回復させることが知られている。彼らは寒い地域に向いたミツバチである。
- Apis mellifera caucasica Pollmann, 1889 - コーカサスミツバチ。カフカース山脈原産。本亜種は非常に穏やかで、かつよく働く。いくつかの種はプロポリスを多量に生産する。色味の明るさは中間くらい、しばしば灰色気味で、大きめなミツバチである。
- Apis mellifera remipes Gerstäcker, 1862 - カフカース、イラン、カスピ海沿岸原産。
- Apis mellifera mellifera Linnaeus, 1758 - 北ヨーロッパの暗いミツバチ（「ドイツのミツバチ」と呼ばれる）は近代に採り入れられ、植民地時代に北アメリカに導入された。このミツバチは小さくて暗い色をしている。A. m. mellifera と A. m. ligustica のハイブリッド個体群（北アメリカと西ヨーロッパで見つかる）は攻撃的で理由もなく人間や他の生物を刺すという評判をもつ。一方で絶滅間近の純粋な A. m. mellifera は従順であり手当たり次第に攻撃したりはしないと思われている。
- Apis mellifera iberiensis（別名 Apis mellifera iberica） Engel, 1999 - このミツバチはイベリア半島（スペイン、ポルトガル）原産である。
- Apis mellifera cecropia Kiesenwetter, 1860 - 南ギリシア
- Apis mellifera cypria Pollmann, 1879  - キプロス島原産。この亜種は近隣のイタリアの亜種と比較して非常に獰猛であるという評判をもつ。地中海という地理的要因により孤立している。
- Apis mellifera ruttneri Sheppard, Arias, Grech & Meixner 1997 - マルタ島原産の亜種。
- Apis mellifera sicula Montagano, 1911 - イタリアのトラーパニ県と西シシリーのウスティカ島の原産。
- Apis mellifera macedonica Ruttner, 1988  - マケドニア共和国と北ギリシア
- Apis mellifera adamii Ruttner, 1977 - クレタ島

### アフリカを起源に持つ亜種
- Apis mellifera scutellata Lepeletier, 1836 - アフリカミツバチは中央および西アフリカ、現在はハイブリッド種であるアフリカナイズドミツバチが南アメリカ、中央アメリカおよび北アメリカ南部に分布している。当初はブラジルで蜂蜜生産を増加させる努力において、ブラジルの遺伝学者であるワーウィック・カーは、1956年にブラジル連邦および州当局によってブラジルの南部でタンザニアからサンパウロ州ピラシカバまで数匹の純粋なアフリカの女王蜂を輸入するよう依頼された。不運なことに一部の女王蜂は逃げた。アフリカの女王蜂は、その地方固有の雄蜂とつがいになり、現在アメリカ大陸のアフリカナイズドミツバチとして知られるようになった。サハラ以南アフリカ南部のミツバチの生き残りのための激しい争いは、この亜種が蜂の巣を守るために既存の巣から、より安全なところに巣と群れを退避すべき理由として与えられる。彼らは蜂蜜貯蔵と防御の習性により多くのエネルギーを費やす。アフリカミツバチはイタリアミツバチと見分けるのが難しい[1]。
- Apis mellifera capensis Eschscholtz, 1822 - ケープミツバチ。南アフリカ原産。
- Apis mellifera monticola Smith, 1961  - 東アフリカの1,500-3,100mの標高の高い山原産。エルゴン山、ケニア山、キリマンジャロ、メルー山。
- Apis mellifera sahariensis Baldensperger, 1932 - 北西アフリカのモロッコの砂漠のオアシス原産。本亜種は人間以外の殆どの捕食者に向かわなくて、それ故非常に従順である。さらに彼らがコロニーを作るオアシスの周りは花蜜を生じる植物の密度が低いため、乾燥していない地域より遙かに遠く、最高8km（5マイル）蜜を探し回る。蜂の巣が点検のために開かれるとき、本亜種のコロニーがそれほど刺す傾向を見せないまでも、その間彼らは非常に神経質であるという。
- Apis mellifera intermissa von Buttel-Reepen, 1906; Maa, 1953 - モロッコ、リビア、チュニジアといった一般的な北部アフリカ原産。このミツバチは全体的に黒い。彼らはとても獰猛であるが、何もしなければ攻撃しない。彼らは働き者で丈夫であるが、蜂蜜または受粉産業には向いていないという多くの否定的な特性がある。
- Apis mellifera major Ruttner, 1978 - 北西モロッコリフ山脈原産。このミツバチは茶色の Apis mellifera intermissa である。しかし、解剖学的な違いもある。
- Apis mellifera adansonii Latreille, 1804 - ナイジェリア、ブルキナファソ原産。
- Apis mellifera unicolor Latreille, 1804 - マダガスカル
- Apis mellifera lamarckii Cockerell, 1906 - エジプトとスーダンのナイル川付近。このマイトタイプは、カリフォルニア州で確認されることもある[2]。
- Apis mellifera litorea Smith, 1961  - 標高の低い東アフリカ原産。
- Apis mellifera nubica - スーダン原産。
- Apis mellifera jemenitica Ruttner, 1976 - ソマリア、ウガンダ、スーダン、イエメン原産。

### 中東とアジアを起源に持つ亜種
- Apis mellifera meda Skorikov, 1829 - イラク
- Apis mellifera armeniaca - 中東, カフカース, アルメニア
- Apis mellifera anatolica Maa, 1953 - 本亜種はトルコのアナトリア半島とイラク（範囲はアルメニアの東まで及ぶ）のコロニーによって象徴される。
- Apis mellifera syriaca Skorikov, 1829 - 近東およびイスラエル。
- Apis mellifera pomonella Sheppard & Meixner, 2003 - 天山山脈固有のミツバチ。セイヨウミツバチの亜種の中ではヨーロッパから見て東の一番遠い地域に分布している。

## 生物学とライフサイクル

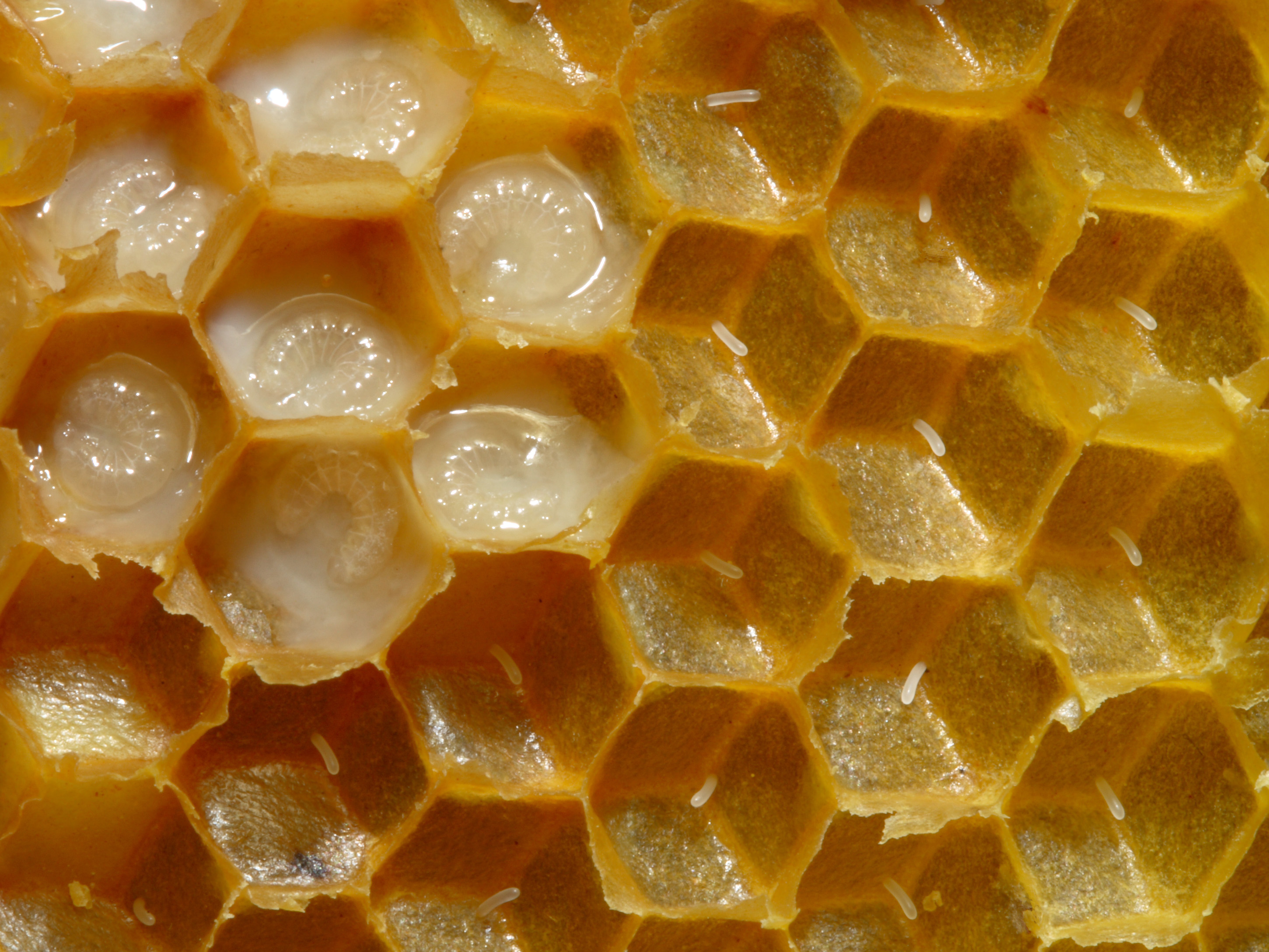
左が幼虫、右が卵

温帯においては、ミツバチは互いの体を寄せあって冬を生き残る。そして春に備えて冬の後半から女王蜂は産卵を開始する。これは日照時間の変わり目によって引き起こされると考えられている。女王蜂はただ1匹の産卵可能な雌で、他のすべてのミツバチを産む。女王蜂が雄蜂と結婚のための飛行を行うとき、あるいは彼女が新しいコロニーを作るために古いコロニーから晩年に去る場合を除き、女王蜂は滅多に蜂の巣から出ない。女王蜂は各々の卵を働きバチによって作成される六角形のセルに産卵する。およそ1週間後に、幼虫は働きバチによってそのセルに封をされて、蛹のステージが開始する。さらに1週間後、蛹は成虫となって出てくる。
最初の10日間は働きバチ（働きバチはすべて雌）は巣の手入れをして、幼虫に餌を食べさせる。この後に彼女らはセルを築き始める。16日から20日目、働きバチは、より古い働きバチから花蜜と花粉を受け取り、それを保存する。20日後に働きバチは巣の外に出て花蜜の採取などをして残りの命を全うする。真夏の健康的なハチの巣の個体数は、平均で40,000～80,000匹である。 
- セイヨウミツバチ成虫寿命：女王蜂1-3年（最長8年）、働き蜂・最盛期15-38日、中間期30-60日、越冬期140日、雄蜂21-32日[3]。

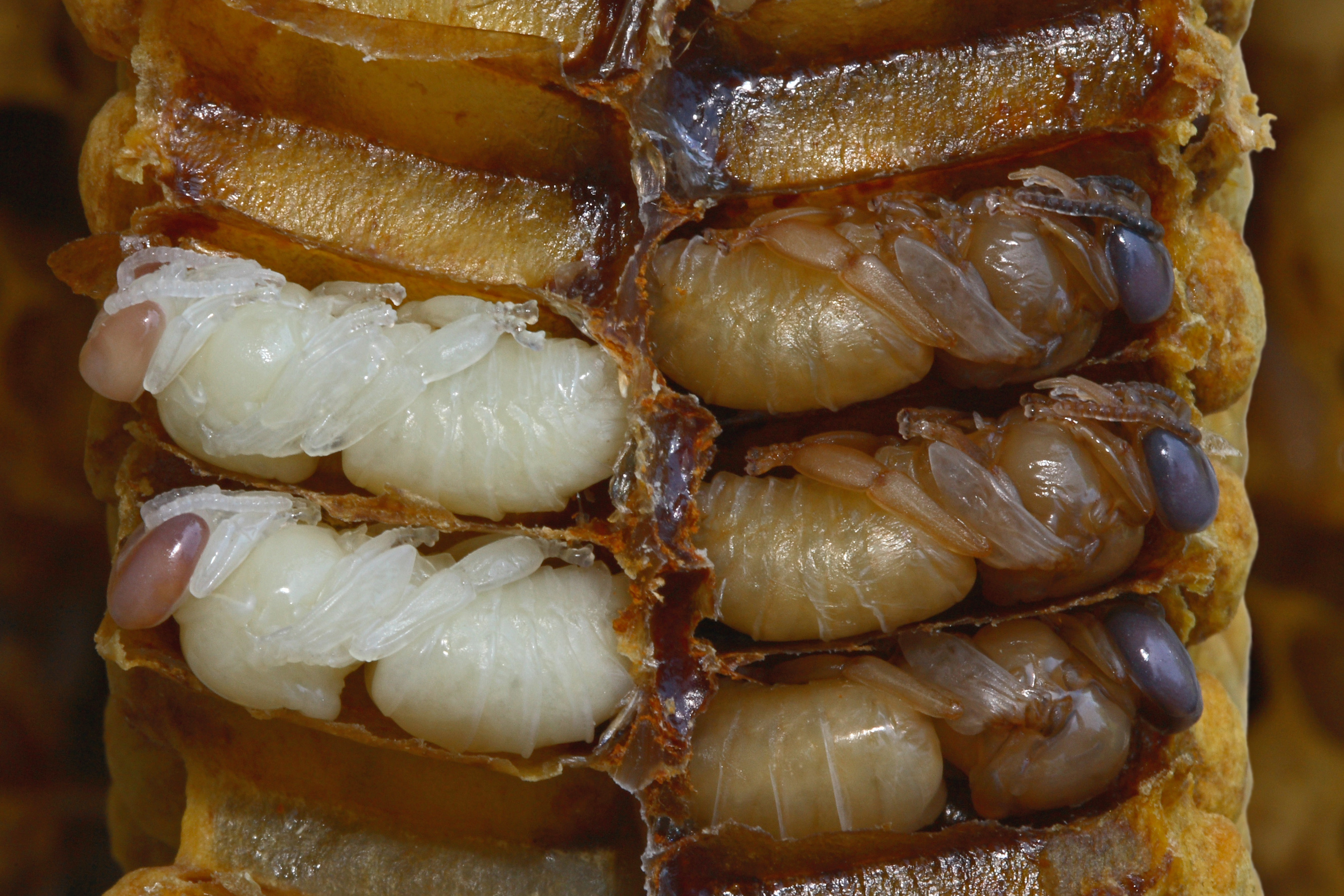
雄ミツバチの蛹。

ミツバチの巣の幼虫と蛹と、付着している働きバチは、しばしば巣箱の貯蜜枠ごと養蜂家間で売買される。

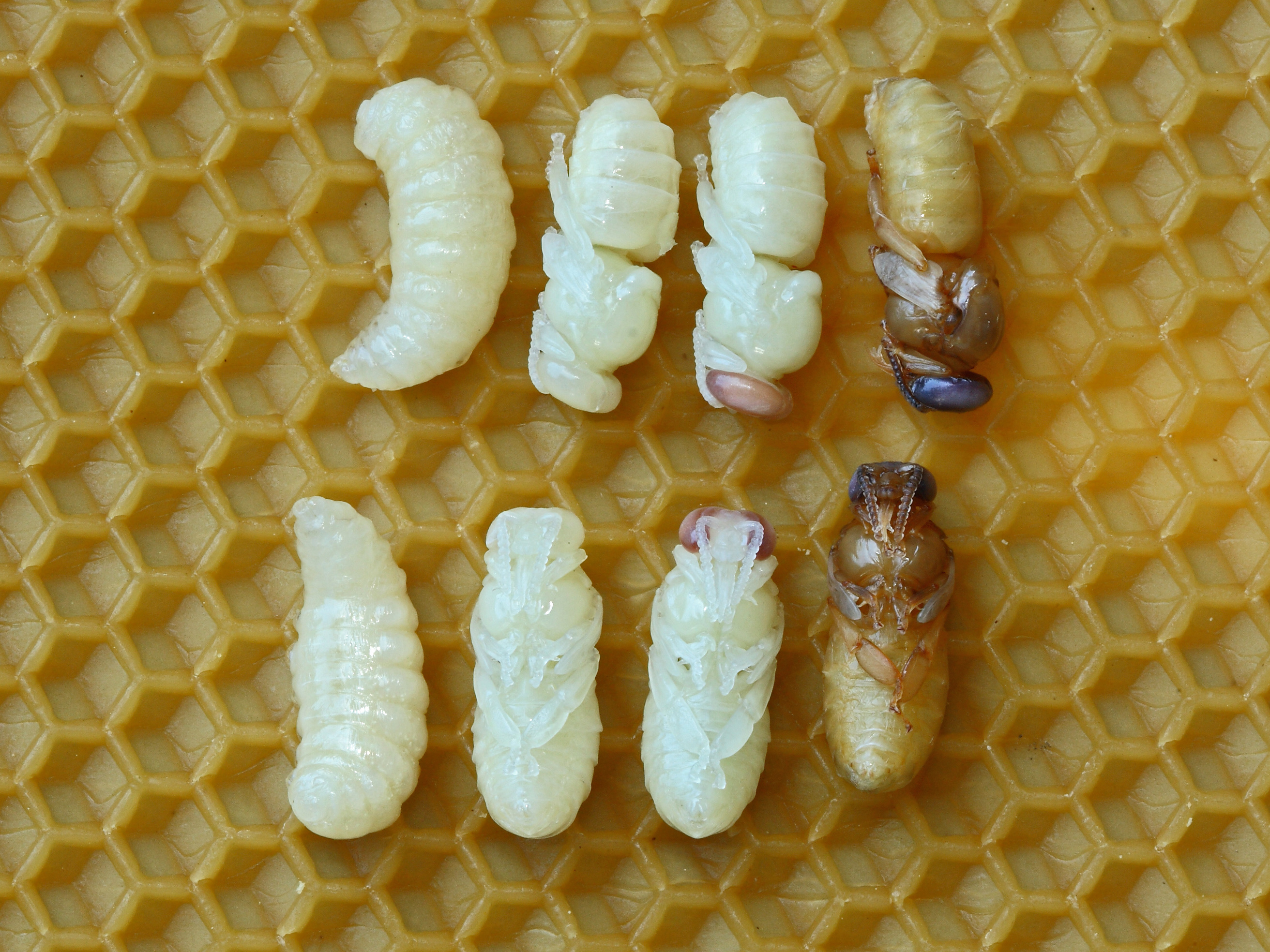
雄ミツバチの蛹の発育段階

ミツバチは幼虫段階における栄養により分化する。いずれの幼虫も最初の3日間は両方ともローヤルゼリーが与えられる。女王蜂になる幼虫は継続してローヤルゼリーを与えられるが、働きバチになる幼虫は花粉と花蜜または薄められた蜂蜜の食生活に切り替えられる。女王蜂は比較的急速に蛹ステージに発育し、性的に完全に成熟する。幼虫から蛹のステージの間、様々な寄生生物や病原体の被害を受けやすく、中には致死的なものも多い。
女王蜂はハニカム構造の典型的な横型セルでは成長できない。女王蜂のセルは特に大きめに作られて垂直に配置され、王台と呼ばれる。働きバチは年をとった女王蜂が弱ってきていることを察知し、新旧女王蜂の取り替えセルとして知られる緊急セルを構築する。これらのセルは卵または非常に若い幼虫のセルを改築することにより作られる。ハニカム構造の巣の部材からはみ出すように盛り上がるのが特徴である。新しい女王蜂は、取り替えセルで幼虫と蛹の時期を過ごしたのち、巣の下部へ引っ越す。新女王蜂の蛹化の際、働きバチはセルを覆うか、封をする。彼女がセルから出てくる直前に、しばしば甲高い音を聞かせることがある。この音の正体は未だ完全に解明されていない。

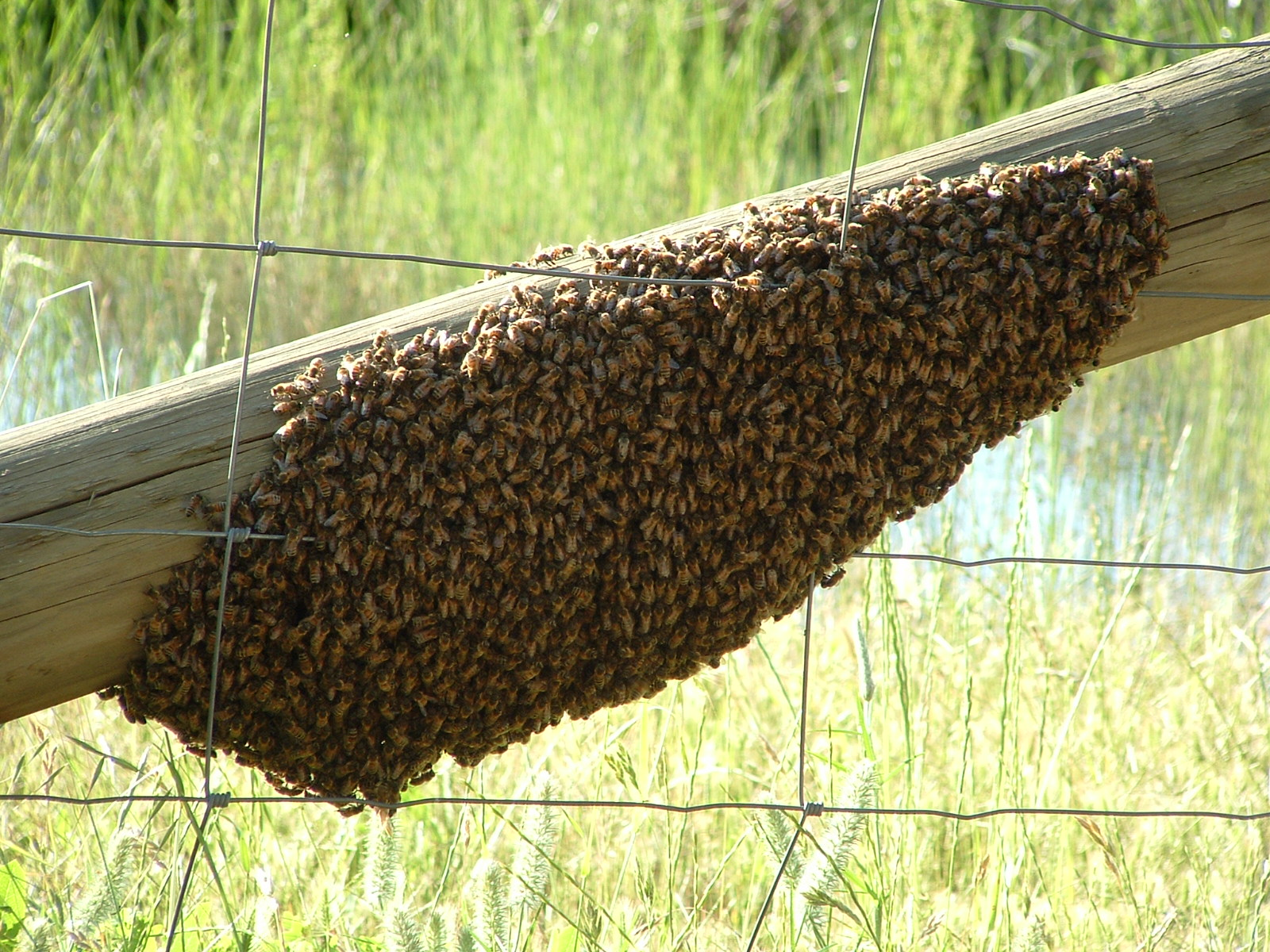
ミツバチの群れ - 彼らは保護する蜂の巣をもっていなくて、ミツバチはこの形勢では特に攻撃的なこともなく、容易に捕らえることができる。

働きバチは、繁殖しない雌である。しかしながら、若干の状況、激しいストレスの時にだけ、あるいは女王蜂の損失または怪我によって健康状態の落ちている時だけ、働きバチは無精卵を産むことがある。そしていくつかの亜種において、これらの卵は実は受精している。しかし、働きバチが不完全な雌（性的に未熟）であるときから、彼女らは雄ミツバチと交尾しない。彼女らが産むどのような受精した卵でもすべて半数体である。そして、これらの半数体卵は遺伝子上常に雄ミツバチに発育する。働きバチは、蜂の巣を建築するのに用いる蜜蝋を分泌し、巣の手入れをして、幼虫を成長させて、時に蜂の巣を守って、花蜜と花粉を探し回る。
働きバチの産卵管が変化したものを「毒針」といい、蜂の巣を守るためにこれで（敵を）刺すことが出来る。そしてどんな他の属のミツバチと（そして自身の種の女王とも）異なり、針は鋭い。ミツバチは毒針で刺しても必ずしも死なない。ミツバチが通常、人間や他の哺乳類を刺した後に死ぬという事実に基づく誤解である。針と関連した毒嚢は刺さって失った後（自切）ミツバチの体は変化する。毒針器官はいったん分離されるならば、毒を届け続けるための筋肉組織と神経節を持っている。毒針が弾力のある素材に刺さらない限り毒針のかえしが機能せずこの複合の器官（針のかえしを含む）が脊椎動物による捕食に応じて特に進化したことは推定できる。
雄ミツバチは産卵管を持たないので、当然毒針も持たない。雄ミツバチは花蜜や花粉を探し回るようなことはしない。若干の種において、雄ミツバチは蜂の巣の温度調節に貢献しているという役割を担っているということが推察される。雄ミツバチの主な目的は、新しい女王蜂への受精。複数の雄ミツバチは飛行中、そこにいるどんな女王蜂とも交尾する。各々の雄ミツバチは交尾の直後に死ぬ。雄ミツバチは遺伝的構造の半数体（一つの対になっていない染色体を持つ）で母である女王蜂だけの子孫である。なので彼らに本当に父はいない。雄ミツバチは見方を変えれば飛んでいる配偶子。
温暖な気候の地域では、彼らは食料を集めるか、蜂蜜を造るかである。彼ら自身の体を気をつけることが出来ない時点で、雄ミツバチは通常冬の前に巣から追い払われて、寒さと飢餓で死ぬ。
大部分の亜種の女王蜂の平均寿命は、3-4年である。かつて養蜂のために使われたGerman/European Black Beeの亜種において、女王蜂が最高8年生きたというレポートがある。女王蜂が精子の貯蔵を減少させるので、生命の終わり頃に彼女らはますます多くの未受精卵を生み始める。養蜂家はそれ故毎年か数年おきに、しばしば女王蜂を替えることがある。
働きバチの寿命は、冬期が長く延びた場合に1年の間所々で大幅に変動する。春期に生まれる働きバチは一生懸命働いて、ほんの数週間の寿命を終える。ところがコロニーが冬ごもりして秋に生まれる働きバチは数か月間の間中で寿命を保つ。
女王蜂は蜂の巣の活動を管理するためにフェロモンを放出する。そして働きバチもまた、変化に富むコミュニケーションのためにフェロモンを生産する。

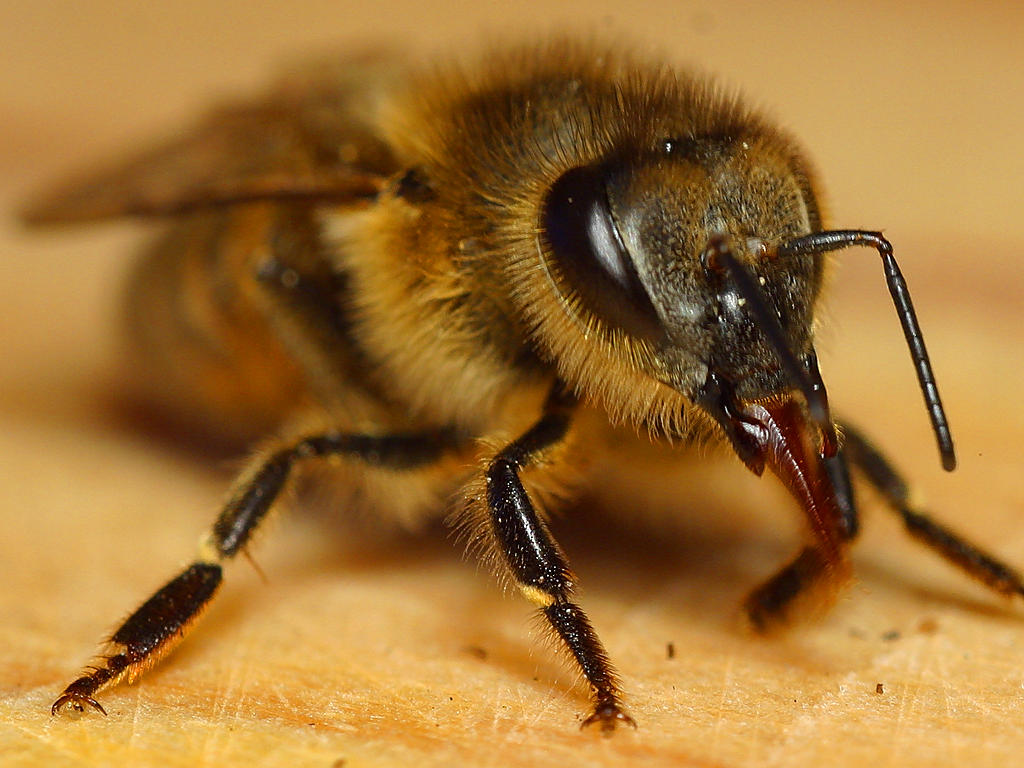
部分的に口を広げるミツバチ

ミツバチは花蜜を集めて蜂蜜を生じる。花蜜は複合した糖でほぼ80%の水分から構成されている澄んだ液体。蜜を集める働きバチは花蜜を第2の胃に保管して、蜂の巣に戻る。働きバチは複合した糖をより単純なものにするために酵素を使って、およそ30分の間生の花蜜を消化する。生蜂蜜は乾かすために空の蜂の巣のセルに広げられる。水分が20%未満に下げられる間、ミツバチは翼で風を送ることで蜂の巣で蜂蜜を造る。一旦乾燥するならば、蜂の巣のセルは蜂蜜を保存するためにミツロウで封をされる。
蜂の巣の蜂が煙を見つける時、多くの蜂は攻撃的でなくなる。これは防衛機構であると推察される。野生のコロニーは一般に木の空洞で生活する。ミツバチが煙に気づくとき、彼らが山火事から避難する準備をして多くの食物を蓄えとして持ち運ぶ。こうするために彼らは蜂蜜に最も近い蜂蜜貯蔵セルと溝にいく。捕食からの防御が比較的重要でない時から準備のルーティンが始まる。

### ミツバチの熱調節
ミツバチは飛ぶために35℃の体温を必要とし、体温は群れ内部の温度でもある。蜂児巣（働蜂房）は蜂児を発育させるため長期間の間同じ温度を必要とする。その体温が蜜蝋の作成のための最適な温度。
群れの周辺の温度は、外気の温度で変異する。冬の群れの内部の温度は20-22℃ほどと低くなっている。
主にミツバチは飛翔筋の温度を管理するための生理的仕組みがあるので、彼らは30℃を超える気温の中でも花蜜を探し回ることが出来る。非常に低くから非常に高い気温まで、連続したメカニズムは飛行の前から体が震えていて飛行を止めても、さらに震えている。維持される体温は期待される探し回っている見返りに従い、そして階級上で異なる。最適な飛行時の気温は22-25℃である。むしろ大きな飛翔筋は冷まさなければならない熱を引き起こす。ミツバチはその口を通して放熱するために、蒸発冷却の形態を使用する。暑い状況下で胸部からの熱は頭部を通して放散させる。ミツバチは熱い体内の流体―収穫した花蜜のしずく―を逆流させ、速やかに頭部の温度を10℃冷やす。
ミツバチは7-10℃では寒さにより静止する。反対に38℃を超えるとミツバチの活動は熱により減速する。ミツバチは50℃までなら短時間の間であるが耐えることが出来る。

### 女王蜂

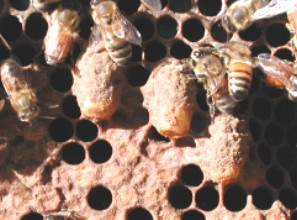
ピーナツのような王台は外側に働蜂房から広げられる。

定期的にコロニーは、新しい女王蜂が必要であると結論を下す。それには3つの引き金がある。
1. コロニーのスペースが圧迫される。蜂の巣が蜂蜜で満たされ、卵のための残りの空間が殆どない。 - この場合新しいコロニーを創立するために年をとった女王蜂が働きバチのおよそ半分を連れて出て行く。古いコロニーは新しい女王蜂が継続する。
2. 年をとった女王蜂の失脚 - これは女王フェロモンの減少で蜂の巣中いたるところで認められる。新旧女王蜂の入れ替わりである。入れ替わりの終わりに年をとった女王蜂は通常、死ぬ。
3. 女王蜂の突然死 - これは非常時の入れ替わりである。働きバチはいくつかの卵または幼虫を正しい年齢の範囲で見つけて、女王蜂として発育させようとする。非常時の入れ替わりは、女王蜂セルがフレームの底から突き出ているよりはむしろ、蜂児コームの規則的なセルから外側へ築かれるので通常外から確認することが出来る。

3つの引き金に関係なく、働きバチは女王蜂が幼虫にローヤルゼリーを与え続けることで発育させる。これは蛹として長期の成熟を誘発する。
新しい女王蜂が出てくる時、女王蜂は他の未だ成虫になっていない王台（女王蜂セル）を探して幼い女王蜂を殺すことをまず考える。2匹の女王蜂が同時に出てきた時はどちらか一方が死ぬまで戦う。最近の研究は、Apis mellifera のコロニーが蜂の巣の10％で2匹の女王蜂を共に維持するであろうことを示した。これが起こるメカニズムは未だ解っていない。 Apis mellifera のいくつかの南アフリカの亜種でしばしば発生することが報告された。女王蜂は独自のフェロモンの複合体の放出を通して働きバチの制御を行い影響力をアピールする。蜂の巣、およびその周辺の数日間の待機の後、若い女王蜂は異なる蜂の巣から雄ミツバチが渦巻いていて大量に集まる傾向がある地面より、およそ9.1m（30フィート）上空の空き地へ飛ぶ。雄ミツバチは女王蜂の匂いによって彼女の存在を感知し、そして視力によって彼女を見つけて空中で彼女と交尾する（もし雄ミツバチらが女王蜂フェロモンが塗られた偽物を見つけた場合、雄ミツバチは偽の女王蜂と交尾しようとすると思われる）。女王蜂は複数回交尾して、貯精嚢の中身が十分になるまで数日間交尾し、一旦去る。
女王蜂はコロニーで産卵する。産卵する量とペースは天気と資源の有用性、ミツバチの特定の種の特徴によって決まる。女王蜂は初秋から産卵の開始が遅れ始め、冬の間は産卵を中止する。産卵は通常、日がより長くなり始める晩冬の頃に再開する。産卵は春期で、女王蜂は1日につき2,500個以上の卵を産む。卵の総数は女王蜂の体重より重い重量になる。
各々の卵が貯精嚢から保存された精子を使って産まれている。女王蜂が卵を受精させない卵は女王蜂または働きバチの半分の遺伝子があるだけで、雄ミツバチに発育させる。

### ゲノム
セイヨウミツバチはミバエと蚊の後、3番目にゲノム分析が行われた。遺伝子を暗号分析した科学者によると、ミツバチはアフリカに起源が求められ、2回の古代の移動によってヨーロッパまで伝播した。彼ら研究者はミツバチの嗅覚に関した関連した遺伝子が味覚に対するものより多いことも発見している。そしてミツバチは免疫のために、ミバエと蚊より少ない遺伝子を持っている。ゲノム配列は、遺伝子、特に24時間周期のリズムに関した遺伝子の複数のグループが他の昆虫より脊椎動物に近いことを明らかにした。酵素に関連した、他の遺伝子を制御する遺伝子も、脊椎動物に近かった。国際ミツバチゲノム解読コンソーシアムはセイヨウミツバチのゲノムの完全な配列決定・分析を行い、その結果を2006年10月26日付けネイチャー誌に発表した。

### ミツバチフェロモン
生命の殆ど全ての習性のために、ミツバチは特別なフェロモンまたは化学的コミュニケーションを使う。そのような用途は交尾、警戒、防御、配置、親類とコロニー認知、食糧生産とコロニー活動の統合など多岐にわたる。フェロモンは、このようにミツバチにとって生き残りのために不可欠である。

### ミツバチのコミュニケーション

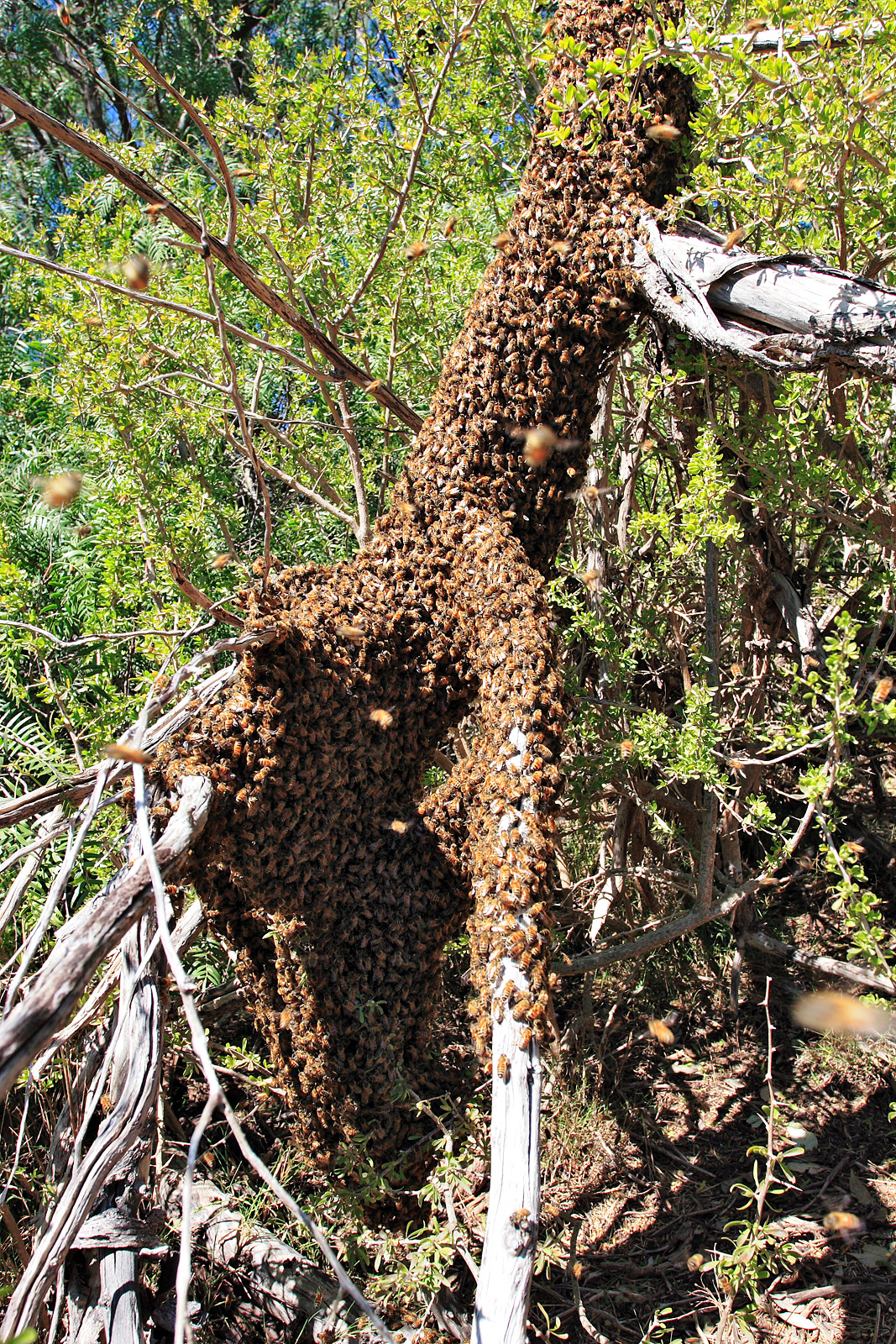
朽ちた木の幹の大きなミツバチの群れ。

ミツバチは豊富で大部分の人になじみがあるので、振る舞いに関して研究するには優れた動物である。毎日無視される動物は、通常の人に気づかれることなく非常に特有の振る舞いをする。カール・フォン・フリッシュはコミュニケーションに関してミツバチの習性を研究して、1973年にノーベル生理学・医学賞を与えられた。フォン・フリッシュはミツバチがダンスを言語としてコミュニケーションすることに気づいた。ミツバチは円形ダンスと8の字ダンスを舞うことで、食物源に仲間のミツバチを向かわせることが出来る。円形ダンスは蜜源が蜂の巣の32メートル以内にあると、仲間に知らせるが方角に関する詳細は伝わらない。8の字ダンス（それは垂直かもしれないし、水平かもしれない、蜜源の位置によって変わる。）は円形ダンスより蜜源が遠くにある場合に使用する。一旦蜜源探し役の働きバチがダンスによって方角を与えられたなら、ミツバチが蜜源探しの補助に嗅覚に頼るとも仮定される。

## 養蜂

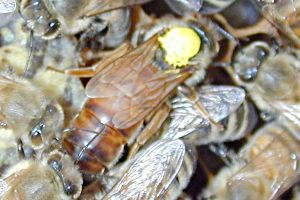
女王蜂（胸部の黄色の点は、女王を見つける際に、養蜂家によって補助的に加えられた。

ミツバチは養蜂家によってしばしば維持管理がなされ、給餌され、時に輸送される群体昆虫である。ミツバチは個々にではなく、むしろコロニーの一部として生き残る。コロニーは超個体（社会性のある動物の群落）としてしばしば言及される。
ミツバチは花蜜を集めて、それを蜂蜜に変えて蜂の巣に保管する。花蜜はミツバチの胃で運搬されて、様々な消化酵素の添加を通して、「蜂蜜セル」に保存され、部分的な乾燥で蜂蜜に変わる。花蜜と蜂蜜は、ミツバチ飛翔筋のためのエネルギーと、冬期の間蜂の巣を暖めるエネルギーに成る。ミツバチはミツバチ蜂児の成長に必要なタンパク質と脂肪を供給するために花粉を集める。人間が何世紀にもわたって品種改良をして、コロニーが必要とするよりはるかに多くの蜂蜜を生じるミツバチが造られた。
養蜂家は蜂蜜を集めるのが主な仕事である。養蜂家はコロニーが生きて、蜂蜜を保存する場所を提供した。養蜂箱には7種の基本的な形態がある。スケップ、ラングストロース、トップバー、ボックス、ログガム、D.E.、ミラーである。全米のすべての州は、病気の蜂児のチェックのため、ミツバチ監査役の検分を可能にするために可動フレームの使用を養蜂家に要請する。養蜂箱の形態の内ラングストロース、トップバー、D.E.は自由に使うのを許可される。他のタイプの養蜂箱は特別な許可―たとえば博物館使用のため―を必要とする。
現代的な養蜂箱でもミツバチの輸送ができる。新しい場所でハチの授粉が可能になるよう授粉サービスがあって、彼らが用意した授粉サービスの費用を請求することができる。
寒い気候の中で、一部の養蜂家は、冬の間養蜂箱を屋内に置きコロニーを存続させる。コロニーの外の極端な気温の低下からの保護と給餌ができるのである。一方ミツバチがノゼマ病による赤痢に感染する危険が増加し、ミツバチの呼吸から過度の二酸化炭素が蓄積される。近年ではカナダの養蜂家によって冬の間不純物が取り除かれた。彼は大きな納屋を築いた。オートメーション化された換気システムは二酸化炭素の制御に貢献した。

## ミツバチの利用

### 受粉
ミツバチの商業的価値は農作物の収穫をより確実にするために受粉をさせる花粉の媒介者（送粉者）となる事。かつての農業では養殖ミツバチに頼らず自然界に生息するミツバチを含む媒介者により受粉は行われていた。農場の周囲環境の悪化から野生の送粉者は減少する中、人間は栽培効率とより多くの収穫を求めた。農作物の生育環境は閉鎖環境(ビニールハウスなど)や広大な土地に単一の作物を作付けした農場へと変化し、ミツバチの生育していない地域をも栽培地として選定し、多くの媒介者が必要とされている。世界のいくつかの地域では、授粉不足は移動性の養蜂によって補われる。ヨーロッパや北アメリカなどの高緯度の場所ではミツバチに冬を過ごさせることは難しいか不可能である。従って、低緯度の温暖な地域で越冬を行い、蜜源植物や作物の開花時期に合わせ高緯度地域へ移動していく。
例として、カリフォルニア州で、その地方特有の蜂の巣が個体群を確立する前、成長する時期の初期である2月にアーモンドの授粉が起こる。アーモンド果樹園は最大産出量のために1エーカーにつき2つの蜂の巣を必要とする。授粉はより暖かい気候からの蜂の巣の輸入に依存している。2月と3月に行われるアーモンドの授粉は、授粉としては世界で最大規模である。アメリカ合衆国内で全てのミツバチの3分の1以上を必要とする。ミツバチの大規模な授粉はニューヨーク州、ミシガン州、ワシントン州でリンゴのためにも用意される。ブルーベリーに授粉するのは非効率的だがミツバチが唯一の授粉者だったから需要が集中した。ブルーベリーの他に他の単一栽培が作付けするのでメイン州の方にも大量の蜂の巣が移動された。

### 蜂蜜
蜂蜜は植物と木からの花蜜が集められ、ミツバチによって加工し造られる複合体の物質である。ミツバチは巣に蜂蜜を保管する。蜂蜜は転化糖、ブドウ糖とフルクトースから構成される。蜂蜜は抗菌性抗真菌性特性を持ち、通常の状態で保存されるときは腐敗も発酵もしない。しかし蜂蜜は時が経つにつれて結晶化する。結晶化した蜂蜜は人間が使用・摂取する際には何の問題もないが、ミツバチは結晶化した蜂蜜を使用することが出来ないため、結晶化した蜂蜜は巣から除去する。

### 蜜蝋
特定の年齢の働きバチは、一連の腺から腹部の上で蜜蝋を分泌する。彼らはワックスを巣の壁や覆いを造るために使用する。蜂蜜が集められるときにワックスはかき集めることが出来る。ロウソクや封印のような様々なワックス製品で使われる。

### 花粉

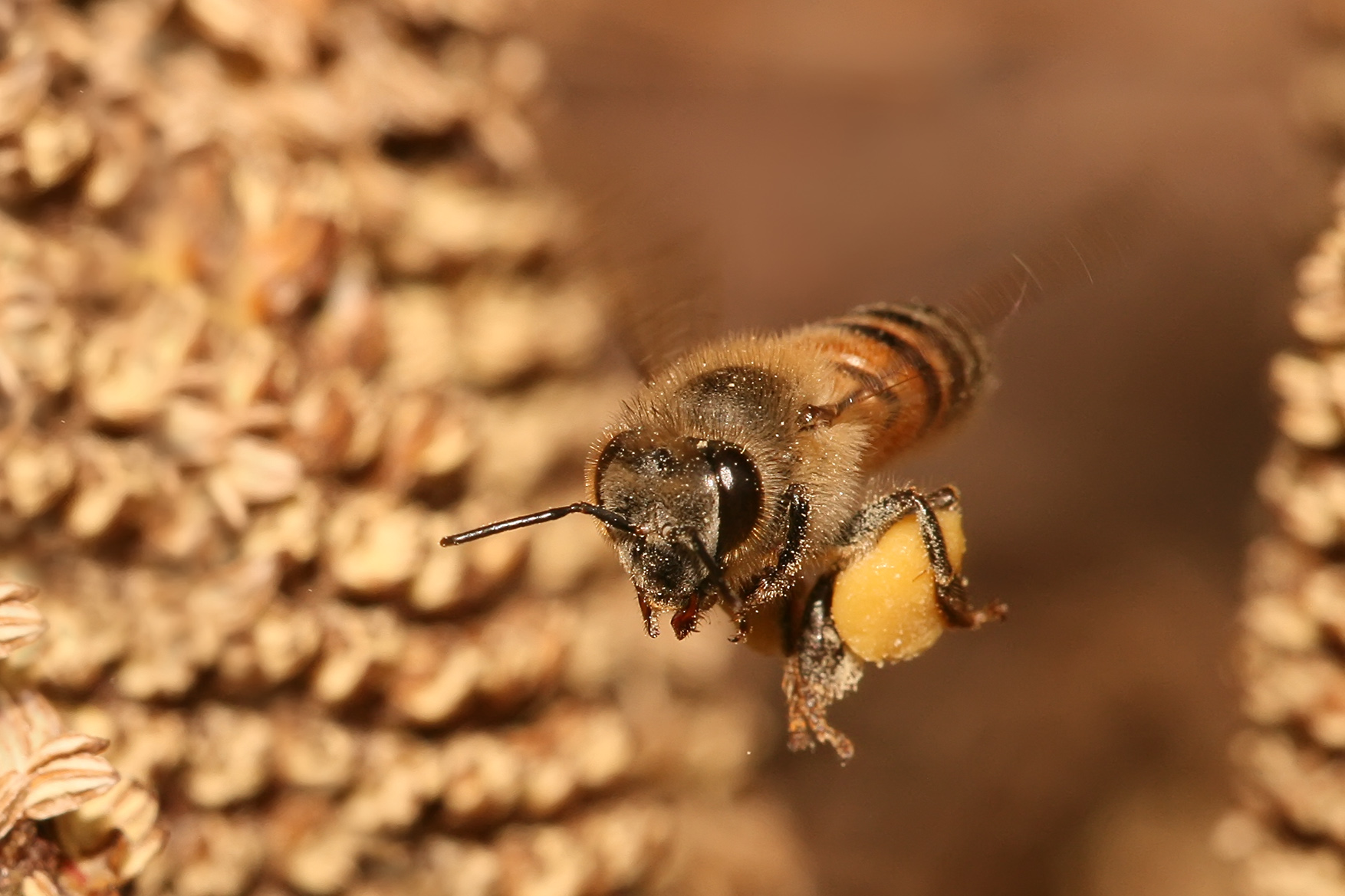
ミツバチは花粉かごで花粉を巣に運ぶ。

ミツバチは花粉かごに花粉を集めて蜂の巣に持ち帰る。蜂の巣では蜂児の面倒を見る間、花粉がタンパク源の必需品として使われる。この花粉はビーポーレンとも呼ばれ、主に乾燥物が人間の健康補助食品として利用されている。特定の環境では、たくさんとれた花粉が蜂の巣から集められることがある。

### プロポリス
プロポリスはミツバチが木の芽、樹液または他の植物源から集める樹脂の混合物である。それが蜂の巣の不必要に開いたスペースのための密封剤として使われる。健康補助食品としてしばし食用されるが、人によってはアレルギー反応を引き起こす可能性がある。

### ローヤルゼリー
ローヤルゼリーは幼虫の栄養で使われるミツバチの分泌物である。健康補助食品としてしばし食用とされるが、プロポリスと同じく人によってはアレルギー反応を引き起こす可能性がある。

## ミツバチ生き残りの危険
北アメリカとヨーロッパの個体群はミツバチヘギイタダニ来襲によるバロア病によって1990年代初期にひどく減少した。そして米国の養蜂家は2006年と2007年にさらに蜂群崩壊症候群に冒された 。ミツバチヘギイタダニに対する化学処置は大部分の営巣活動を保存して、改善した。新しいミツバチの種類は、養蜂家によるダニ駆除剤への依存を減らし始めている。野生のミツバチ個体数はこの期間中、大いに減らされたが、自然淘汰のためにミツバチヘギイタダニへの抵抗と再個体群によって抵抗する種類によって徐々に回復してきている。さらにミツバチがラベルに違反して殺虫剤が使用され、さまざまなミツバチ有害生物と病気（例えばアメリカ腐蛆病、気管ダニ、ミツバチヘギイタダニ）に対して耐性を示している間にもミツバチ個体数も減少した。

### 環境的危険
北アメリカではアフリカナイズドミツバチがアメリカ合衆国南部に広がった。その生命力の高さから養蜂にも使われているが、アフリカナイズドミツバチは攻撃性・毒性が高く、潜在的に危険な養蜂を引き起こす可能性がある。
アフリカナイズドミツバチがそもそも固有でない場所においては、侵略的外来種として、かなりの環境問題となっている。

## 日本におけるセイヨウミツバチ
日本では古くは紀州藩によるニホンミツバチの養蜂がおこなわれてきた。その後、採取できる蜜の量が多いこともあり、明治時代に導入されたセイヨウミツバチがもっぱら使われてきた。ニホンミツバチは山間部などで細々と飼育された。近年セイヨウミツバチの大量失踪という現象がおこり、日本の気候に適した、寒さや害虫に強いニホンミツバチの養蜂が見直されつつある。セイヨウミツバチは外来種であるが、日本在来種のスズメバチへの対抗手段を持っていないため、人間による保護を受けられない個体群はスズメバチの襲撃を受けると一方的に虐殺され全滅する。そのため、飼育個体群からの分封によって各地で頻繁に野生化が起きているにも関わらず外来種にありがちな問題は発生していない。